# Incontri ufficiali della nazionale maschile di calcio dell'Albania dal 2001
Di seguito, la cronologia degli incontri ufficiali disputati dalla Nazionale di calcio dell'Albania dal 2001 in poi.

## Partite dal 2001 al 2010
| Cronologia completa delle presenze e delle reti in nazionale ― Albania | Cronologia completa delle presenze e delle reti in nazionale ― Albania | Cronologia completa delle presenze e delle reti in nazionale ― Albania | Cronologia completa delle presenze e delle reti in nazionale ― Albania | Cronologia completa delle presenze e delle reti in nazionale ― Albania | Cronologia completa delle presenze e delle reti in nazionale ― Albania | Cronologia completa delle presenze e delle reti in nazionale ― Albania | Cronologia completa delle presenze e delle reti in nazionale ― Albania |
| Data                                                                   | Città                                                                  | In casa                                                                | Risultato                                                              | Ospiti                                                                 | Competizione                                                           | Reti                                                                   | Note                                                                   |
| ---------------------------------------------------------------------- | ---------------------------------------------------------------------- | ---------------------------------------------------------------------- | ---------------------------------------------------------------------- | ---------------------------------------------------------------------- | ---------------------------------------------------------------------- | ---------------------------------------------------------------------- | ---------------------------------------------------------------------- |
| 24-3-2001                                                              | Leverkusen                                                             | Germania                                                               | 2 – 1                                                                  | Albania                                                                | Qual. Mondiali 2002                                                    | Bledar Kola                                                            | All:M. Zhega Cap:R. Vata                                               |
| 28-3-2001                                                              | Tirana                                                                 | Albania                                                                | 1 – 3                                                                  | Inghilterra                                                            | Qual. Mondiali 2002                                                    | Altin Rraklli                                                          | All:M. Zhega Cap:F. Strakosha                                          |
| 25-4-2001                                                              | Gaziantep                                                              | Turchia                                                                | 0 – 2                                                                  | Albania                                                                | Amichevole                                                             | Alban Bushi Ervin Skela                                                | All:M. Zhega Cap:-                                                     |
| 2-6-2001                                                               | Candia                                                                 | Grecia                                                                 | 1 – 0                                                                  | Albania                                                                | Qual. Mondiali 2002                                                    | -                                                                      | All:M. Zhega Cap:-                                                     |
| 6-6-2001                                                               | Tirana                                                                 | Albania                                                                | 0 – 2                                                                  | Germania                                                               | Qual. Mondiali 2002                                                    | -                                                                      | All:M. Zhega Cap:R. Vata                                               |
| 1-9-2001                                                               | Tirana                                                                 | Albania                                                                | 0 – 2                                                                  | Finlandia                                                              | Qual. Mondiali 2002                                                    | -                                                                      | All:S. Demollari Cap:-                                                 |
| 5-9-2001                                                               | Newcastle upon Tyne                                                    | Inghilterra                                                            | 2 – 0                                                                  | Albania                                                                | Qual. Mondiali 2002                                                    | -                                                                      | All:S. Demollari Cap:F. Strakosha                                      |
| 5-1-2002                                                               | Riffa                                                                  | Albania                                                                | 0 – 0                                                                  | Macedonia                                                              | Tournament Bahrain                                                     | -                                                                      | All:S. Demollari Cap:I. Fortuzi                                        |
| 7-1-2002                                                               | Riffa                                                                  | Albania                                                                | 1 – 1                                                                  | Finlandia                                                              | Tournament Bahrain                                                     | Indrit Fortuzi (rig.)                                                  | All:S. Demollari Cap:I. Fortuzi                                        |
| 10-1-2002                                                              | Riffa                                                                  | Bahrein                                                                | 3 – 0                                                                  | Albania                                                                | Tournament Bahrain                                                     | -                                                                      | All:S. Demollari Cap:I. Fortuzi                                        |
| 13-2-2002                                                              | Hesperange                                                             | Lussemburgo                                                            | 0 – 0                                                                  | Albania                                                                | Amichevole                                                             | -                                                                      | All:S. Demollari Cap:-                                                 |
| 13-3-2002                                                              | San Diego                                                              | Messico                                                                | 4 – 0                                                                  | Albania                                                                | Amichevole                                                             | -                                                                      | All:S. Demollari Cap:-                                                 |
| 27-3-2002                                                              | Tirana                                                                 | Albania                                                                | 1 – 0                                                                  | Azerbaigian                                                            | Amichevole                                                             | Igli Tare                                                              | All:S. Demollari Cap:-                                                 |
| 17-4-2002                                                              | Andorra la Vella                                                       | Andorra                                                                | 2 – 0                                                                  | Albania                                                                | Amichevole                                                             | -                                                                      | All:S. Demollari Cap:-                                                 |
| 12-10-2002                                                             | Tirana                                                                 | Albania                                                                | 1 – 1                                                                  | Svizzera                                                               | Qual. Euro 2004                                                        | Edvin Murati                                                           | All:G. Dossena Cap:F. Strakosha                                        |
| 16-10-2002                                                             | Volgograd                                                              | Russia                                                                 | 4 – 1                                                                  | Albania                                                                | Qual. Euro 2004                                                        | Klodian Duro                                                           | All:G. Dossena Cap:F. Strakosha                                        |
| 12-2-2003                                                              | Bastia Umbra                                                           | Albania                                                                | 5 – 0                                                                  | Vietnam                                                                | Amichevole                                                             | Alban Bushi 2 Florian Myrtaj Mehmet Dragusha Luan Pinari               | All:H. Briegel Cap:-                                                   |
| 29-3-2003                                                              | Scutari                                                                | Albania                                                                | 3 – 1                                                                  | Russia                                                                 | Qual. Euro 2004                                                        | Altin Rraklli Altin Lala Igli Tare                                     | All:H. Briegel Cap:F. Strakosha                                        |
| 2-4-2003                                                               | Tirana                                                                 | Albania                                                                | 0 – 0                                                                  | Irlanda                                                                | Qual. Euro 2004                                                        | -                                                                      | All:H. Briegel Cap:F. Strakosha                                        |
| 30-4-2003                                                              | Sofia                                                                  | Bulgaria                                                               | 2 – 0                                                                  | Albania                                                                | Amichevole                                                             | -                                                                      | All:H. Briegel Cap:-                                                   |
| 7-6-2003                                                               | Dublino                                                                | Irlanda                                                                | 2 – 1                                                                  | Albania                                                                | Qual. Euro 2004                                                        | Ervin Skela                                                            | All:H. Briegel Cap:F. Strakosha                                        |
| 11-6-2003                                                              | Lancy                                                                  | Svizzera                                                               | 3 – 2                                                                  | Albania                                                                | Qual. Euro 2004                                                        | Altin Lala Ervin Skela (rig.)                                          | All:H. Briegel Cap:F. Strakosha                                        |
| 20-8-2003                                                              | Prilep                                                                 | Macedonia                                                              | 3 – 1                                                                  | Albania                                                                | Amichevole                                                             | Ervin Skela                                                            | All:H. Briegel Cap:-                                                   |
| 6-9-2003                                                               | Tbilisi                                                                | Georgia                                                                | 3 – 0                                                                  | Albania                                                                | Qual. Euro 2004                                                        | -                                                                      | All:H. Briegel Cap:-                                                   |
| 10-9-2003                                                              | Tirana                                                                 | Albania                                                                | 3 – 1                                                                  | Georgia                                                                | Qual. Euro 2004                                                        | Besnik Hasi Igli Tare Alban Bushi                                      | All:H. Briegel Cap:F. Strakosha                                        |
| 11-10-2003                                                             | Lisbona                                                                | Portogallo                                                             | 5 – 3                                                                  | Albania                                                                | Amichevole                                                             | 2 Adrian Aliaj Igli Tare                                               | All:H. Briegel Cap:F. Strakosha                                        |
| 15-11-2003                                                             | Tirana                                                                 | Albania                                                                | 2 – 0                                                                  | Estonia                                                                | Amichevole                                                             | Adrian Aliaj Alban Bushi                                               | All:H. Briegel Cap:-                                                   |
| 18-2-2004                                                              | Tirana                                                                 | Albania                                                                | 2 – 1                                                                  | Svezia                                                                 | Amichevole                                                             | Ervin Skela Adrian Aliaj                                               | All:H. Briegel Cap:-                                                   |
| 31-3-2004                                                              | Tirana                                                                 | Albania                                                                | 2 – 1                                                                  | Islanda                                                                | Amichevole                                                             | Adrian Aliaj Alban Bushi                                               | All:H. Briegel Cap:-                                                   |
| 28-4-2004                                                              | Tallinn                                                                | Estonia                                                                | 1 – 1                                                                  | Albania                                                                | Amichevole                                                             | Adrian Aliaj                                                           | All:H. Briegel Cap:-                                                   |
| 18-8-2004                                                              | Limassol                                                               | Cipro                                                                  | 2 – 1                                                                  | Albania                                                                | Amichevole                                                             | Altin Rraklli                                                          | All:H. Briegel Cap:-                                                   |
| 4-9-2004                                                               | Tirana                                                                 | Albania                                                                | 2 – 1                                                                  | Grecia                                                                 | Qual. Mondiali 2006                                                    | Edvin Murati Adrian Aliaj                                              | All:H. Briegel Cap:F. Strakosha                                        |
| 8-9-2004                                                               | Tbilisi                                                                | Georgia                                                                | 2 – 0                                                                  | Albania                                                                | Qual. Mondiali 2006                                                    | -                                                                      | All:H. Briegel Cap:F. Strakosha                                        |
| 9-10-2004                                                              | Tirana                                                                 | Albania                                                                | 0 – 2                                                                  | Danimarca                                                              | Qual. Mondiali 2006                                                    | -                                                                      | All:H. Briegel Cap:F. Strakosha                                        |
| 13-10-2004                                                             | Almaty                                                                 | Kazakistan                                                             | 0 – 1                                                                  | Albania                                                                | Qual. Mondiali 2006                                                    | Alban Bushi                                                            | All:H. Briegel Cap:F. Strakosha                                        |
| 9-2-2005                                                               | Tirana                                                                 | Albania                                                                | 0 – 2                                                                  | Ucraina                                                                | Qual. Mondiali 2006                                                    | -                                                                      | All:H. Briegel Cap:I. Tare                                             |
| 26-3-2005                                                              | Istanbul                                                               | Turchia                                                                | 2 – 0                                                                  | Albania                                                                | Qual. Mondiali 2006                                                    | -                                                                      | All:H. Briegel Cap:I. Tare                                             |
| 30-3-2005                                                              | Il Pireo                                                               | Grecia                                                                 | 2 – 0                                                                  | Albania                                                                | Qual. Mondiali 2006                                                    | -                                                                      | All:H. Briegel Cap:A. Haxhi                                            |
| 29-5-2005                                                              | Stettino                                                               | Polonia                                                                | 1 – 0                                                                  | Albania                                                                | Amichevole                                                             | -                                                                      | All:H. Briegel Cap:A. Lala                                             |
| 4-6-2005                                                               | Tirana                                                                 | Albania                                                                | 3 – 2                                                                  | Georgia                                                                | Qual. Mondiali 2006                                                    | 2 Igli Tare Ervin Skela                                                | All:H. Briegel Cap:I. Tare                                             |
| 8-6-2005                                                               | Copenaghen                                                             | Danimarca                                                              | 3 – 1                                                                  | Albania                                                                | Qual. Mondiali 2006                                                    | Erjon Bogdani                                                          | All:H. Briegel Cap:I. Tare                                             |
| 17-8-2005                                                              | Tirana                                                                 | Albania                                                                | 2 – 1                                                                  | Azerbaigian                                                            | Amichevole                                                             | Alban Bushi Lorik Cana                                                 | All:H. Briegel Cap:A. Bushi                                            |
| 3-9-2005                                                               | Tirana                                                                 | Albania                                                                | 2 – 1                                                                  | Kazakistan                                                             | Qual. Mondiali 2006                                                    | Florian Myrtaj Erjon Bogdani                                           | All:H. Briegel Cap:B. Hasi                                             |
| 8-10-2005                                                              | Dnipropetrovsk                                                         | Ucraina                                                                | 2 – 2                                                                  | Albania                                                                | Qual. Mondiali 2006                                                    | 2 Erjon Bogdani                                                        | All:H. Briegel Cap:I. Tare                                             |
| 12-10-2005                                                             | Tirana                                                                 | Albania                                                                | 0 – 1                                                                  | Turchia                                                                | Qual. Mondiali 2006                                                    | -                                                                      | All:H. Briegel Cap:I. Tare                                             |
| 1-3-2006                                                               | Tirana                                                                 | Albania                                                                | 1 – 2                                                                  | Lituania                                                               | Amichevole                                                             | Adrian Aliaj (rig.)                                                    | All:H. Briegel Cap:I. Tare                                             |
| 22-3-2006                                                              | Tirana                                                                 | Albania                                                                | 0 – 0                                                                  | Georgia                                                                | Amichevole                                                             | -                                                                      | All:H. Briegel Cap:A. Lala                                             |
| 16-8-2006                                                              | Serravalle                                                             | San Marino                                                             | 0 – 3                                                                  | Albania                                                                | Amichevole                                                             | Igli Tare Ervin Skela Altin Lala                                       | All:O. Barić Cap:I. Tare                                               |
| 2-9-2006                                                               | Minsk                                                                  | Bielorussia                                                            | 2 – 2                                                                  | Albania                                                                | Qual. Euro 2008                                                        | Ervin Skela (rig.) Besnik Hasi                                         | All:O. Barić Cap:I. Tare                                               |
| 6-9-2006                                                               | Tirana                                                                 | Albania                                                                | 0 – 2                                                                  | Romania                                                                | Qual. Euro 2008                                                        | -                                                                      | All:O. Barić Cap:I. Tare                                               |
| 11-10-2006                                                             | Amsterdam                                                              | Paesi Bassi                                                            | 2 – 1                                                                  | Albania                                                                | Qual. Euro 2008                                                        | Debatik Curri                                                          | All:O. Barić Cap:I. Tare                                               |
| 7-2-2007                                                               | Scutari                                                                | Albania                                                                | 0 – 1                                                                  | Macedonia                                                              | Amichevole                                                             | -                                                                      | All:O. Barić Cap:-                                                     |
| 24-3-2007                                                              | Scutari                                                                | Albania                                                                | 0 – 0                                                                  | Slovenia                                                               | Qual. Euro 2008                                                        | -                                                                      | All:O. Barić Cap:A. Lala                                               |
| 28-3-2007                                                              | Sofia                                                                  | Bulgaria                                                               | 0 – 0                                                                  | Albania                                                                | Qual. Euro 2008                                                        | -                                                                      | All:O. Barić Cap:K. Duro                                               |
| 2-6-2007                                                               | Tirana                                                                 | Albania                                                                | 2 – 0                                                                  | Lussemburgo                                                            | Qual. Euro 2008                                                        | Edmond Kapllani Altin Haxhi                                            | All:O. Barić Cap:A. Haxhi                                              |
| 6-6-2007                                                               | Lussemburgo                                                            | Lussemburgo                                                            | 0 – 3                                                                  | Albania                                                                | Qual. Euro 2008                                                        | Ervin Skela 2 Edmond Kapllani                                          | All:O. Barić Cap:A. Haxhi                                              |
| 22-8-2007                                                              | Tirana                                                                 | Albania                                                                | 3 – 0                                                                  | Malta                                                                  | Amichevole                                                             | Hamdi Salihi Besart Berisha Klodian Duro                               | All:O. Barić Cap:-                                                     |
| 12-9-2007                                                              | Tirana                                                                 | Albania                                                                | 0 – 1                                                                  | Paesi Bassi                                                            | Qual. Euro 2008                                                        | -                                                                      | All:O. Barić Cap:A. Lala                                               |
| 13-10-2007                                                             | Celje                                                                  | Slovenia                                                               | 0 – 0                                                                  | Albania                                                                | Qual. Euro 2008                                                        | -                                                                      | All:O. Barić Cap:E. Skela                                              |
| 17-10-2007                                                             | Tirana                                                                 | Albania                                                                | 1 – 1                                                                  | Bulgaria                                                               | Qual. Euro 2008                                                        | Autogol                                                                | All:O. Barić Cap:A. Lala                                               |
| 17-11-2007                                                             | Tirana                                                                 | Albania                                                                | 2 – 4                                                                  | Bielorussia                                                            | Qual. Euro 2008                                                        | Erjon Bogdani Edmond Kapllani                                          | All:S. Kovačić Cap:A. Lala                                             |
| 21-11-2007                                                             | Bucarest                                                               | Romania                                                                | 6 – 1                                                                  | Albania                                                                | Qual. Euro 2008                                                        | Edmond Kapllani                                                        | All:S. Kovačić Cap:A. Lala                                             |
| 27-5-2008                                                              | Reutlingen                                                             | Albania                                                                | 0 – 1                                                                  | Polonia                                                                | Amichevole                                                             | -                                                                      | All:A. Haan Cap:A. Lala                                                |
| 20-8-2008                                                              | Tirana                                                                 | Albania                                                                | 2 – 0                                                                  | Liechtenstein                                                          | Amichevole                                                             | Jahmir Hyka Edmond Kapllani                                            | All:A. Haan Cap:-                                                      |
| 6-9-2008                                                               | Tirana                                                                 | Albania                                                                | 0 – 0                                                                  | Svezia                                                                 | Qual. Mondiali 2010                                                    | -                                                                      | All:A. Haan Cap:A. Lala                                                |
| 10-9-2008                                                              | Tirana                                                                 | Albania                                                                | 3 – 0                                                                  | Malta                                                                  | Qual. Mondiali 2010                                                    | Erjon Bogdani Klodian Duro Armend Dallku                               | All:A. Haan Cap:A. Lala                                                |
| 11-10-2008                                                             | Budapest                                                               | Ungheria                                                               | 2 – 0                                                                  | Albania                                                                | Qual. Mondiali 2010                                                    | -                                                                      | All:A. Haan Cap:A. Lala                                                |
| 15-10-2008                                                             | Braga                                                                  | Portogallo                                                             | 0 – 0                                                                  | Albania                                                                | Qual. Mondiali 2010                                                    | -                                                                      | All:A. Haan Cap:A. Lala                                                |
| 19-11-2008                                                             | Baku                                                                   | Azerbaigian                                                            | 1 – 1                                                                  | Albania                                                                | Amichevole                                                             | Ervin Skela                                                            | All:A. Haan Cap:E. Skela                                               |
| 11-2-2009                                                              | Attard                                                                 | Malta                                                                  | 0 – 0                                                                  | Albania                                                                | Qual. Mondiali 2010                                                    | -                                                                      | All:A. Haan Cap:E. Skela                                               |
| 28-3-2009                                                              | Tirana                                                                 | Albania                                                                | 0 – 1                                                                  | Ungheria                                                               | Qual. Mondiali 2010                                                    | -                                                                      | All:A. Haan Cap:A. Lala                                                |
| 1-4-2009                                                               | Copenaghen                                                             | Danimarca                                                              | 3 – 0                                                                  | Albania                                                                | Qual. Mondiali 2010                                                    | -                                                                      | All:A. Haan Cap:E. Skela                                               |
| 6-6-2009                                                               | Tirana                                                                 | Albania                                                                | 1 – 2                                                                  | Portogallo                                                             | Qual. Mondiali 2010                                                    | Erjon Bogdani                                                          | All:J. Kuže Cap:E. Skela                                               |
| 10-6-2009                                                              | Tirana                                                                 | Albania                                                                | 1 – 1                                                                  | Georgia                                                                | Amichevole                                                             | Ansi Agolli                                                            | All:J. Kuže Cap:E. Beqiri                                              |
| 12-8-2009                                                              | Tirana                                                                 | Albania                                                                | 6 – 1                                                                  | Cipro                                                                  | Amichevole                                                             | 2 Ervin Skela (2 rig.) Erjon Bogdani Autogol Ansi Agolli Emiljano Vila | All:J. Kuže Cap:E. Skela                                               |
| 9-9-2009                                                               | Tirana                                                                 | Albania                                                                | 1 – 1                                                                  | Danimarca                                                              | Qual. Mondiali 2010                                                    | Erjon Bogdani                                                          | All:J. Kuže Cap:E. Skela                                               |
| 14-10-2009                                                             | Solna                                                                  | Svezia                                                                 | 4 – 1                                                                  | Albania                                                                | Qual. Mondiali 2010                                                    | Hamdi Salihi                                                           | All:J. Kuže Cap:E. Skela                                               |
| 14-11-2009                                                             | Tallinn                                                                | Estonia                                                                | 0 – 0                                                                  | Albania                                                                | Amichevole                                                             | -                                                                      | All:J. Kuže Cap:E. Skela                                               |
| 3-3-2010                                                               | Tirana                                                                 | Albania                                                                | 1 – 0                                                                  | Irlanda del Nord                                                       | Amichevole                                                             | Ervin Skela                                                            | All:J. Kuže Cap:A. Lala                                                |
| 25-5-2010                                                              | Podgorica                                                              | Montenegro                                                             | 0 – 1                                                                  | Albania                                                                | Amichevole                                                             | Hamdi Salihi                                                           | All:J. Kuže Cap:L. Cana                                                |
| 2-6-2010                                                               | Tirana                                                                 | Albania                                                                | 1 – 0                                                                  | Andorra                                                                | Amichevole                                                             | Hamdi Salihi                                                           | All:J. Kuže Cap:E. Skela                                               |
| 11-8-2010                                                              | Durazzo                                                                | Albania                                                                | 1 – 0                                                                  | Uzbekistan                                                             | Amichevole                                                             | Hamdi Salihi                                                           | All:J. Kuže Cap:L. Cana                                                |
| 3-9-2010                                                               | Piatra Neamț                                                           | Romania                                                                | 1 – 1                                                                  | Albania                                                                | Qual. Euro 2012                                                        | Gjergj Muzaka                                                          | All:J. Kuže Cap:E. Skela                                               |
| 7-9-2010                                                               | Tirana                                                                 | Albania                                                                | 1 – 0                                                                  | Lussemburgo                                                            | Qual. Euro 2012                                                        | Hamdi Salihi                                                           | All:J. Kuže Cap:E. Skela                                               |
| 8-10-2010                                                              | Tirana                                                                 | Albania                                                                | 1 – 1                                                                  | Bosnia ed Erzegovina                                                   | Qual. Euro 2012                                                        | Klodian Duro                                                           | All:J. Kuže Cap:L. Cana                                                |
| 12-10-2010                                                             | Minsk                                                                  | Bielorussia                                                            | 2 – 0                                                                  | Albania                                                                | Qual. Euro 2012                                                        | -                                                                      | All:J. Kuže Cap:E. Skela                                               |
| 17-11-2010                                                             | Coriza                                                                 | Albania                                                                | 0 – 0                                                                  | Macedonia                                                              | Amichevole                                                             | -                                                                      | All:J. Kuže Cap:A. Lala                                                |
| Totale                                                                 |                                                                        | Presenze                                                               | 87                                                                     |                                                                        | Reti                                                                   | 89                                                                     |                                                                        |

## Partite dal 2011 ad oggi
| Cronologia completa delle presenze e delle reti in nazionale ― Albania | Cronologia completa delle presenze e delle reti in nazionale ― Albania | Cronologia completa delle presenze e delle reti in nazionale ― Albania | Cronologia completa delle presenze e delle reti in nazionale ― Albania | Cronologia completa delle presenze e delle reti in nazionale ― Albania | Cronologia completa delle presenze e delle reti in nazionale ― Albania | Cronologia completa delle presenze e delle reti in nazionale ― Albania | Cronologia completa delle presenze e delle reti in nazionale ― Albania |
| Data                                                                   | Città                                                                  | In casa                                                                | Risultato                                                              | Ospiti                                                                 | Competizione                                                           | Reti                                                                   | Note                                                                   |
| ---------------------------------------------------------------------- | ---------------------------------------------------------------------- | ---------------------------------------------------------------------- | ---------------------------------------------------------------------- | ---------------------------------------------------------------------- | ---------------------------------------------------------------------- | ---------------------------------------------------------------------- | ---------------------------------------------------------------------- |
| 9-2-2011                                                               | Tirana                                                                 | Albania                                                                | 1 – 2                                                                  | Slovenia                                                               | Amichevole                                                             | Ervin Bulku                                                            | All:J. Kuže Cap:A. Lala                                                |
| 26-3-2011                                                              | Tirana                                                                 | Albania                                                                | 1 – 0                                                                  | Bielorussia                                                            | Qual. Euro 2012                                                        | Hamdi Salihi                                                           | All:J. Kuže Cap:A. Lala                                                |
| 7-6-2011                                                               | Zenica                                                                 | Bosnia ed Erzegovina                                                   | 2 – 0                                                                  | Albania                                                                | Qual. Euro 2012                                                        | -                                                                      | All:J. Kuže Cap:A. Lala                                                |
| 20-6-2011                                                              | Buenos Aires                                                           | Argentina                                                              | 4 – 0                                                                  | Albania                                                                | Amichevole                                                             | -                                                                      | All:J. Kuže Cap:A. Beqaj                                               |
| 10-8-2011                                                              | Scutari                                                                | Albania                                                                | 3 – 2                                                                  | Montenegro                                                             | Amichevole                                                             | Erjon Bogdani Jahmir Hyka Hamdi Salihi                                 | All:J. Kuže Cap:A. Lala                                                |
| 2-9-2011                                                               | Tirana                                                                 | Albania                                                                | 1 – 2                                                                  | Francia                                                                | Qual. Euro 2012                                                        | Erjon Bogdani                                                          | All:J. Kuže Cap:L. Cana                                                |
| 6-9-2011                                                               | Lussemburgo                                                            | Lussemburgo                                                            | 2 – 1                                                                  | Albania                                                                | Qual. Euro 2012                                                        | Erjon Bogdani                                                          | All:J. Kuže Cap:A. Lala                                                |
| 7-10-2011                                                              | Saint-Denis                                                            | Francia                                                                | 3 – 0                                                                  | Albania                                                                | Qual. Euro 2012                                                        | -                                                                      | All:J. Kuže Cap:L. Cana                                                |
| 11-10-2011                                                             | Tirana                                                                 | Albania                                                                | 1 – 1                                                                  | Romania                                                                | Qual. Euro 2012                                                        | Hamdi Salihi                                                           | All:J. Kuže Cap:A. Lala                                                |
| 11-11-2011                                                             | Tirana                                                                 | Albania                                                                | 0 – 1                                                                  | Azerbaigian                                                            | Amichevole                                                             | -                                                                      | All:D. Mustedanagić Cap:L. Cana                                        |
| 15-11-2011                                                             | Prilep                                                                 | Macedonia                                                              | 0 – 0                                                                  | Albania                                                                | Amichevole                                                             | -                                                                      | All:D. Mustedanagić Cap:L. Cana                                        |
| 29-2-2012                                                              | Tbilisi                                                                | Georgia                                                                | 2 – 1                                                                  | Albania                                                                | Amichevole                                                             | Edgar Çani                                                             | All:G. De Biasi Cap:E. Bulku                                           |
| 22-5-2012                                                              | Madrid                                                                 | Qatar                                                                  | 1 – 2                                                                  | Albania                                                                | Amichevole                                                             | Elis Bakaj Erjon Bogdani (rig.)                                        | All:G. De Biasi Cap:L. Cana                                            |
| 27-5-2012                                                              | Istanbul                                                               | Iran                                                                   | 0 – 1                                                                  | Albania                                                                | Amichevole                                                             | Emiljano Vila                                                          | All:G. De Biasi Cap:L. Cana                                            |
| 15-8-2012                                                              | Tirana                                                                 | Albania                                                                | 0 – 0                                                                  | Moldavia                                                               | Amichevole                                                             | -                                                                      | All:G. De Biasi Cap:L. Cana                                            |
| 7-9-2012                                                               | Tirana                                                                 | Albania                                                                | 3 – 1                                                                  | Cipro                                                                  | Qual. Mondiali 2014                                                    | Armando Sadiku Edgar Çani Erjon Bogdani                                | All:G. De Biasi Cap:L. Cana                                            |
| 11-9-2012                                                              | Lucerna                                                                | Svizzera                                                               | 2 – 0                                                                  | Albania                                                                | Qual. Mondiali 2014                                                    | -                                                                      | All:G. De Biasi Cap:L. Cana                                            |
| 12-10-2012                                                             | Tirana                                                                 | Albania                                                                | 1 – 2                                                                  | Islanda                                                                | Qual. Mondiali 2014                                                    | Edgar Çani                                                             | All:G. De Biasi Cap:L. Cana                                            |
| 16-10-2012                                                             | Tirana                                                                 | Albania                                                                | 1 – 0                                                                  | Slovenia                                                               | Qual. Mondiali 2014                                                    | Odise Roshi                                                            | All:G. De Biasi Cap:L. Cana                                            |
| 14-11-2012                                                             | Lancy                                                                  | Albania                                                                | 0 – 0                                                                  | Camerun                                                                | Amichevole                                                             | -                                                                      | All:G. De Biasi Cap:L. Cana                                            |
| 6-2-2013                                                               | Tirana                                                                 | Albania                                                                | 1 – 2                                                                  | Georgia                                                                | Amichevole                                                             | Erjon Bogdani                                                          | All:G. De Biasi Cap:L. Cana                                            |
| 22-3-2013                                                              | Oslo                                                                   | Norvegia                                                               | 0 – 1                                                                  | Albania                                                                | Qual. Mondiali 2014                                                    | Hamdi Salihi                                                           | All:G. De Biasi Cap:L. Cana                                            |
| 26-3-2013                                                              | Tirana                                                                 | Albania                                                                | 4 – 1                                                                  | Lituania                                                               | Amichevole                                                             | Alban Meha Edgar Çani Migjen Basha Autogol                             | All:G. De Biasi Cap:E. Bogdani                                         |
| 7-6-2013                                                               | Tirana                                                                 | Albania                                                                | 1 – 1                                                                  | Norvegia                                                               | Qual. Mondiali 2014                                                    | Valdet Rama                                                            | All:G. De Biasi Cap:E. Bulku                                           |
| 14-8-2013                                                              | Tirana                                                                 | Albania                                                                | 2 – 0                                                                  | Armenia                                                                | Amichevole                                                             | Valdet Rama Ergys Kaçe                                                 | All:G. De Biasi Cap:L. Cana                                            |
| 6-9-2013                                                               | Lubiana                                                                | Slovenia                                                               | 1 – 0                                                                  | Albania                                                                | Qual. Mondiali 2014                                                    | -                                                                      | All:G. De Biasi Cap:L. Cana                                            |
| 10-9-2013                                                              | Reykjavík                                                              | Islanda                                                                | 2 – 1                                                                  | Albania                                                                | Qual. Mondiali 2014                                                    | Valdet Rama                                                            | All:G. De Biasi Cap:L. Cana                                            |
| 11-10-2013                                                             | Tirana                                                                 | Albania                                                                | 1 – 2                                                                  | Svizzera                                                               | Qual. Mondiali 2014                                                    | Hamdi Salihi (rig.)                                                    | All:G. De Biasi Cap:L. Cana                                            |
| 15-10-2013                                                             | Strovolos                                                              | Cipro                                                                  | 0 – 0                                                                  | Albania                                                                | Qual. Mondiali 2014                                                    | -                                                                      | All:G. De Biasi Cap:L. Cana                                            |
| 15-11-2013                                                             | Adalia                                                                 | Albania                                                                | 0 – 0                                                                  | Bielorussia                                                            | Amichevole                                                             | -                                                                      | All:G. De Biasi Cap:L. Cana                                            |
| 5-3-2014                                                               | Durazzo                                                                | Albania                                                                | 2 – 0                                                                  | Malta                                                                  | Amichevole                                                             | Migjen Basha Alban Meha                                                | All:G. De Biasi Cap:L. Cana                                            |
| 31-5-2014                                                              | Yverdon                                                                | Albania                                                                | 0 – 1                                                                  | Romania                                                                | Amichevole                                                             | -                                                                      | All:G. De Biasi Cap:L. Cana                                            |
| 4-6-2014                                                               | Budapest                                                               | Ungheria                                                               | 1 – 0                                                                  | Albania                                                                | Amichevole                                                             | -                                                                      | All:G. De Biasi Cap:L. Cana                                            |
| 8-6-2014                                                               | Serravalle                                                             | San Marino                                                             | 0 – 3                                                                  | Albania                                                                | Amichevole                                                             | Mërgim Mavraj Armando Vajushi Emiljano Vila                            | All:G. De Biasi Cap:E. Berisha                                         |
| 7-9-2014                                                               | Aveiro                                                                 | Portogallo                                                             | 0 – 1                                                                  | Albania                                                                | Qual. Euro 2016                                                        | Bekim Balaj                                                            | All:G. De Biasi Cap:L. Cana                                            |
| 11-10-2014                                                             | Elbasan                                                                | Albania                                                                | 1 – 1                                                                  | Danimarca                                                              | Qual. Euro 2016                                                        | Ermir Lenjani                                                          | All:G. De Biasi Cap:L. Cana                                            |
| 14-10-2014                                                             | Belgrado                                                               | Serbia                                                                 | 0 – 3                                                                  | Albania                                                                | Qual. Euro 2016                                                        | A tavolino                                                             | All:G. De Biasi Cap:L. Cana                                            |
| 14-11-2014                                                             | Rennes                                                                 | Francia                                                                | 1 – 1                                                                  | Albania                                                                | Amichevole                                                             | Mërgim Mavraj                                                          | All:G. De Biasi Cap:L. Cana                                            |
| 18-11-2014                                                             | Genova                                                                 | Italia                                                                 | 1 – 0                                                                  | Albania                                                                | Amichevole                                                             | -                                                                      | All:G. De Biasi Cap:L. Cana                                            |
| 29-3-2015                                                              | Elbasan                                                                | Albania                                                                | 2 – 1                                                                  | Armenia                                                                | Qual. Euro 2016                                                        | Mërgim Mavraj Shkëlzen Gashi                                           | All:G. De Biasi Cap:L. Cana                                            |
| 13-6-2015                                                              | Elbasan                                                                | Albania                                                                | 1 – 0                                                                  | Francia                                                                | Amichevole                                                             | Ergys Kaçe                                                             | All:G. De Biasi Cap:L. Cana                                            |
| 4-9-2015                                                               | Copenaghen                                                             | Danimarca                                                              | 0 – 0                                                                  | Albania                                                                | Qual. Euro 2016                                                        | -                                                                      | All:G. De Biasi Cap:L. Cana                                            |
| 7-9-2015                                                               | Elbasan                                                                | Albania                                                                | 0 – 1                                                                  | Portogallo                                                             | Qual. Euro 2016                                                        | -                                                                      | All:G. De Biasi Cap:L. Cana                                            |
| 8-10-2015                                                              | Elbasan                                                                | Albania                                                                | 0 – 2                                                                  | Serbia                                                                 | Qual. Euro 2016                                                        | -                                                                      | All:G. De Biasi Cap:L. Cana                                            |
| 11-10-2015                                                             | Erevan                                                                 | Armenia                                                                | 0 – 3                                                                  | Albania                                                                | Qual. Euro 2016                                                        | Autogol Berat Djimsiti Armando Sadiku                                  | All:G. De Biasi Cap:L. Cana                                            |
| 13-11-2015                                                             | Pristina                                                               | Kosovo                                                                 | 2 – 2                                                                  | Albania                                                                | Amichevole                                                             | Rey Manaj Amir Rrahmani                                                | All:G. De Biasi Cap:L. Cana                                            |
| 16-11-2015                                                             | Tirana                                                                 | Albania                                                                | 2 – 2                                                                  | Georgia                                                                | Amichevole                                                             | Migjen Basha Sokol Çikalleshi                                          | All:G. De Biasi Cap:A. Agolli                                          |
| 26-3-2016                                                              | Vienna                                                                 | Austria                                                                | 2 – 1                                                                  | Albania                                                                | Amichevole                                                             | Ermir Lenjani                                                          | All:G. De Biasi Cap:L. Cana                                            |
| 29-3-2016                                                              | Lussemburgo                                                            | Lussemburgo                                                            | 0 – 2                                                                  | Albania                                                                | Amichevole                                                             | Armando Sadiku Sokol Çikalleshi                                        | All:G. De Biasi Cap:L. Memushaj                                        |
| 29-5-2016                                                              | Hartberg                                                               | Albania                                                                | 3 – 1                                                                  | Qatar                                                                  | Amichevole                                                             | Arlind Ajeti Ermir Lenjani Armando Sadiku                              | All:G. De Biasi Cap:E. Hysaj                                           |
| 3-6-2016                                                               | Bergamo                                                                | Albania                                                                | 1 – 3                                                                  | Ucraina                                                                | Amichevole                                                             | Armando Sadiku                                                         | All:G. De Biasi Cap:L. Cana                                            |
| 11-6-2016                                                              | Lens                                                                   | Albania                                                                | 0 – 1                                                                  | Svizzera                                                               | Euro 2016 - 1º Turno                                                   | -                                                                      | All:G. De Biasi Cap:L. Cana                                            |
| 15-6-2016                                                              | Marsiglia                                                              | Francia                                                                | 2 – 0                                                                  | Albania                                                                | Euro 2016 - 1º Turno                                                   | -                                                                      | All:G. De Biasi Cap:A. Agolli                                          |
| 19-6-2016                                                              | Lione                                                                  | Romania                                                                | 0 – 1                                                                  | Albania                                                                | Euro 2016 - 1º Turno                                                   | Armando Sadiku                                                         | All:G. De Biasi Cap:A. Agolli                                          |
| 31-8-2016                                                              | Scutari                                                                | Albania                                                                | 0 – 0                                                                  | Marocco                                                                | Amichevole                                                             | -                                                                      | All:G. De Biasi Cap:M. Mavraj                                          |
| 5-9-2016                                                               | Scutari                                                                | Albania                                                                | 2 – 1                                                                  | Macedonia                                                              | Qual. Mondiali 2018                                                    | Armando Sadiku Bekim Balaj                                             | All:G. De Biasi Cap:A. Agolli                                          |
| 6-10-2016                                                              | Vaduz                                                                  | Liechtenstein                                                          | 0 – 2                                                                  | Albania                                                                | Qual. Mondiali 2018                                                    | Autogol Bekim Balaj                                                    | All:G. De Biasi Cap:M. Mavraj                                          |
| 9-10-2016                                                              | Scutari                                                                | Albania                                                                | 0 – 2                                                                  | Spagna                                                                 | Qual. Mondiali 2018                                                    | -                                                                      | All:G. De Biasi Cap:A. Agolli                                          |
| 12-11-2016                                                             | Elbasan                                                                | Albania                                                                | 0 – 3                                                                  | Israele                                                                | Qual. Mondiali 2018                                                    | -                                                                      | All:G. De Biasi Cap:A. Agolli                                          |
| 24-3-2017                                                              | Palermo                                                                | Italia                                                                 | 2 – 0                                                                  | Albania                                                                | Qual. Mondiali 2018                                                    | -                                                                      | All:G. De Biasi Cap:A. Agolli                                          |
| 28-3-2017                                                              | Elbasan                                                                | Albania                                                                | 1 – 2                                                                  | Bosnia ed Erzegovina                                                   | Amichevole                                                             | Bekim Balaj                                                            | All:G. De Biasi Cap:E. Hysaj                                           |
| 4-6-2017                                                               | Lussemburgo                                                            | Lussemburgo                                                            | 2 – 1                                                                  | Albania                                                                | Amichevole                                                             | Odise Roshi                                                            | All:G. De Biasi Cap:M. Mavraj                                          |
| 11-6-2017                                                              | Haifa                                                                  | Israele                                                                | 0 – 3                                                                  | Albania                                                                | Qual. Mondiali 2018                                                    | 2 Armando Sadiku Ledian Memushaj                                       | All:G. De Biasi Cap:M. Mavraj                                          |
| 2-9-2017                                                               | Elbasan                                                                | Albania                                                                | 2 – 0                                                                  | Liechtenstein                                                          | Qual. Mondiali 2018                                                    | Odise Roshi Ansi Agolli                                                | All:C. Panucci Cap:A. Agolli                                           |
| 5-9-2017                                                               | Strumica                                                               | Macedonia                                                              | 1 – 1                                                                  | Albania                                                                | Qual. Mondiali 2018                                                    | Odise Roshi                                                            | All:C. Panucci Cap:A. Agolli                                           |
| 6-10-2017                                                              | Alicante                                                               | Spagna                                                                 | 3 – 0                                                                  | Albania                                                                | Qual. Mondiali 2018                                                    | -                                                                      | All:C. Panucci Cap:E. Berisha                                          |
| 9-10-2017                                                              | Scutari                                                                | Albania                                                                | 0 – 1                                                                  | Italia                                                                 | Qual. Mondiali 2018                                                    | -                                                                      | All:C. Panucci Cap:A. Agolli                                           |
| 13-11-2017                                                             | Adalia                                                                 | Turchia                                                                | 2 – 3                                                                  | Albania                                                                | Amichevole                                                             | 2 Armando Sadiku Eros Grezda                                           | All:C. Panucci Cap:E. Berisha                                          |
| 26-3-2018                                                              | Elbasan                                                                | Albania                                                                | 0 – 1                                                                  | Norvegia                                                               | Amichevole                                                             | -                                                                      | All:C. Panucci Cap:O. Roshi                                            |
| 29-5-2018                                                              | Zurigo                                                                 | Albania                                                                | 0 – 3                                                                  | Kosovo                                                                 | Amichevole                                                             | -                                                                      | All:C. Panucci Cap:E. Berisha                                          |
| 3-6-2018                                                               | Évian-les-Bains                                                        | Albania                                                                | 1 – 4                                                                  | Ucraina                                                                | Amichevole                                                             | Emanuele Ndoj                                                          | All:C. Panucci Cap:E. Berisha                                          |
| 7-9-2018                                                               | Elbasan                                                                | Albania                                                                | 1 – 0                                                                  | Israele                                                                | UEFA Nations League                                                    | Taulant Xhaka                                                          | All:C. Panucci Cap:J. Hyka                                             |
| 10-9-2018                                                              | Glasgow                                                                | Scozia                                                                 | 2 – 0                                                                  | Albania                                                                | UEFA Nations League                                                    | -                                                                      | All:C. Panucci Cap:E. Hysaj                                            |
| 10-10-2018                                                             | Elbasan                                                                | Albania                                                                | 0 – 0                                                                  | Giordania                                                              | Amichevole                                                             | -                                                                      | All:C. Panucci Cap:M. Mavraj                                           |
| 14-10-2018                                                             | Be'er Sheva                                                            | Israele                                                                | 2 – 0                                                                  | Albania                                                                | UEFA Nations League                                                    | -                                                                      | All:C. Panucci Cap:M. Mavraj                                           |
| 17-11-2018                                                             | Scutari                                                                | Albania                                                                | 0 – 4                                                                  | Scozia                                                                 | UEFA Nations League                                                    | -                                                                      | All:C. Panucci Cap:M. Mavraj                                           |
| 20-11-2018                                                             | Elbasan                                                                | Albania                                                                | 1 – 0                                                                  | Galles                                                                 | Amichevole                                                             | Bekim Balaj (rig.)                                                     | All:C. Panucci Cap:M. Mavraj                                           |
| 22-3-2019                                                              | Scutari                                                                | Albania                                                                | 0 – 2                                                                  | Turchia                                                                | Qual. Euro 2020                                                        | -                                                                      | All:C. Panucci Cap:E. Hysaj                                            |
| 25-3-2019                                                              | Andorra la Vella                                                       | Andorra                                                                | 0 – 3                                                                  | Albania                                                                | Qual. Euro 2020                                                        | Armando Sadiku Bekim Balaj Amir Abrashi                                | All:E. Bulku Cap:E. Hysaj                                              |
| 8-6-2019                                                               | Reykjavík                                                              | Islanda                                                                | 1 – 0                                                                  | Albania                                                                | Qual. Euro 2020                                                        | -                                                                      | All:E. Reja Cap:E. Hysaj                                               |
| 11-6-2019                                                              | Elbasan                                                                | Albania                                                                | 2 – 0                                                                  | Moldavia                                                               | Qual. Euro 2020                                                        | Sokol Çikalleshi Ylber Ramadani                                        | All:E. Reja Cap:M. Mavraj                                              |
| 7-9-2019                                                               | Saint-Denis                                                            | Francia                                                                | 4 – 1                                                                  | Albania                                                                | Qual. Euro 2020                                                        | Sokol Çikalleshi (rig.)                                                | All:E. Reja Cap:M. Mavraj                                              |
| 10-9-2019                                                              | Elbasan                                                                | Albania                                                                | 4 – 2                                                                  | Islanda                                                                | Qual. Euro 2020                                                        | Kastriot Dermaku Elseid Hysaj Odise Roshi Sokol Çikalleshi             | All:E. Reja Cap:E. Hysaj                                               |
| 11-10-2019                                                             | Istanbul                                                               | Turchia                                                                | 1 – 0                                                                  | Albania                                                                | Qual. Euro 2020                                                        | -                                                                      | All:E. Reja Cap:L. Memushaj                                            |
| 14-10-2019                                                             | Chișinău                                                               | Moldavia                                                               | 0 – 4                                                                  | Albania                                                                | Qual. Euro 2020                                                        | Sokol Çikalleshi Keidi Bare Lorenc Trashi Rey Manaj                    | All:E. Reja Cap:A. Abrashi                                             |
| 14-11-2019                                                             | Elbasan                                                                | Albania                                                                | 2 – 2                                                                  | Andorra                                                                | Qual. Euro 2020                                                        | Bekim Balaj Rey Manaj                                                  | All:E. Reja Cap:E. Berisha                                             |
| 17-11-2019                                                             | Tirana                                                                 | Albania                                                                | 0 – 2                                                                  | Francia                                                                | Qual. Euro 2020                                                        | -                                                                      | All:E. Reja Cap:E. Hysaj                                               |
| 4-9-2020                                                               | Minsk                                                                  | Bielorussia                                                            | 0 – 2                                                                  | Albania                                                                | UEFA Nations League                                                    | Sokol Çikalleshi Keidi Bare                                            | All:E. Reja Cap:E. Hysaj                                               |
| 7-9-2020                                                               | Tirana                                                                 | Albania                                                                | 0 – 1                                                                  | Lituania                                                               | UEFA Nations League                                                    | -                                                                      | All:E. Reja Cap:E. Hysaj                                               |
| 11-10-2020                                                             | Almaty                                                                 | Kazakistan                                                             | 0 – 0                                                                  | Albania                                                                | UEFA Nations League                                                    | -                                                                      | All:E. Reja Cap:E. Berisha                                             |
| 14-10-2020                                                             | Vilnius                                                                | Lituania                                                               | 0 – 0                                                                  | Albania                                                                | UEFA Nations League                                                    | -                                                                      | All:E. Reja Cap:E. Berisha                                             |
| 11-11-2020                                                             | Elbasan                                                                | Albania                                                                | 2 – 1                                                                  | Kosovo                                                                 | Amichevole                                                             | Bekim Balaj Myrto Uzuni                                                | All:E. Reja Cap:E. Berisha                                             |
| 15-11-2020                                                             | Tirana                                                                 | Albania                                                                | 3 – 1                                                                  | Kazakistan                                                             | UEFA Nations League                                                    | Sokol Çikalleshi Ardian Ismajli Rey Manaj                              | All:E. Reja Cap:E. Berisha                                             |
| 18-11-2020                                                             | Tirana                                                                 | Albania                                                                | 3 – 2                                                                  | Bielorussia                                                            | UEFA Nations League                                                    | 2 Sokol Çikalleshi Rey Manaj                                           | All:E. Reja Cap:E. Berisha                                             |
| Totale                                                                 |                                                                        | Presenze                                                               | 94                                                                     |                                                                        | Reti                                                                   | 101                                                                    |                                                                        |

## Partite dal 2021 ad oggi
| Cronologia completa delle presenze e delle reti in nazionale ― Albania | Cronologia completa delle presenze e delle reti in nazionale ― Albania | Cronologia completa delle presenze e delle reti in nazionale ― Albania | Cronologia completa delle presenze e delle reti in nazionale ― Albania | Cronologia completa delle presenze e delle reti in nazionale ― Albania | Cronologia completa delle presenze e delle reti in nazionale ― Albania | Cronologia completa delle presenze e delle reti in nazionale ― Albania | Cronologia completa delle presenze e delle reti in nazionale ― Albania |
| Data                                                                   | Città                                                                  | In casa                                                                | Risultato                                                              | Ospiti                                                                 | Competizione                                                           | Reti                                                                   | Note                                                                   |
| ---------------------------------------------------------------------- | ---------------------------------------------------------------------- | ---------------------------------------------------------------------- | ---------------------------------------------------------------------- | ---------------------------------------------------------------------- | ---------------------------------------------------------------------- | ---------------------------------------------------------------------- | ---------------------------------------------------------------------- |
| 25-3-2021                                                              | Andorra La Vella                                                       | Andorra                                                                | 0 – 1                                                                  | Albania                                                                | Qual. Mondiali 2022                                                    | Ermir Lenjani                                                          | All:E. Reja Cap:E. Berisha                                             |
| 28-3-2021                                                              | Tirana                                                                 | Albania                                                                | 0 – 2                                                                  | Inghilterra                                                            | Qual. Mondiali 2022                                                    | -                                                                      | All:E. Reja Cap:E. Berisha                                             |
| 31-3-2021                                                              | Serravalle                                                             | San Marino                                                             | 0 – 2                                                                  | Albania                                                                | Qual. Mondiali 2022                                                    | Rey Manaj Myrto Uzuni                                                  | All:E. Reja Cap:E. Hysaj                                               |
| 5-6-2021                                                               | Cardiff                                                                | Galles                                                                 | 0 – 0                                                                  | Albania                                                                | Amichevole                                                             | -                                                                      | All:E. Reja Cap:A. Abrashi                                             |
| 8-6-2021                                                               | Praga                                                                  | Rep. Ceca                                                              | 3 – 1                                                                  | Albania                                                                | Amichevole                                                             | Sokol Çikalleshi                                                       | All:E. Reja Cap:A. Abrashi                                             |
| 2-9-2021                                                               | Varsavia                                                               | Polonia                                                                | 4 – 1                                                                  | Albania                                                                | Qual. Mondiali 2022                                                    | Sokol Çikalleshi                                                       | All:E. Reja Cap:E. Berisha                                             |
| 5-9-2021                                                               | Elbasan                                                                | Albania                                                                | 1 – 0                                                                  | Ungheria                                                               | Qual. Mondiali 2022                                                    | Armando Broja                                                          | All:E. Reja Cap:E. Berisha                                             |
| 8-9-2021                                                               | Elbasan                                                                | Albania                                                                | 5 – 0                                                                  | San Marino                                                             | Qual. Mondiali 2022                                                    | Rey Manaj Qazim Laçi Armando Broja Elseid Hysaj Myrto Uzuni            | All:E. Reja Cap:E. Hysaj                                               |
| 9-10-2021                                                              | Budapest                                                               | Ungheria                                                               | 0 – 1                                                                  | Albania                                                                | Qual. Mondiali 2022                                                    | Armando Broja                                                          | All:E. Reja Cap:E. Berisha                                             |
| 12-10-2021                                                             | Tirana                                                                 | Albania                                                                | 0 – 1                                                                  | Polonia                                                                | Qual. Mondiali 2022                                                    | -                                                                      | All:E. Reja Cap:E. Berisha                                             |
| 12-11-2021                                                             | Londra                                                                 | Inghilterra                                                            | 5 – 0                                                                  | Albania                                                                | Qual. Mondiali 2022                                                    | -                                                                      | All:E. Reja Cap:E. Hysaj                                               |
| 15-11-2021                                                             | Tirana                                                                 | Albania                                                                | 1 – 0                                                                  | Andorra                                                                | Qual. Mondiali 2022                                                    | Endri Çekiçi                                                           | All:E. Reja Cap:E. Hysaj                                               |
| 26-3-2022                                                              | Cornellà de Llobregat                                                  | Spagna                                                                 | 2 – 1                                                                  | Albania                                                                | Amichevole                                                             | Myrto Uzuni                                                            | All:E. Reja Cap:E. Berisha                                             |
| 29-3-2022                                                              | Tirana                                                                 | Albania                                                                | 0 – 0                                                                  | Georgia                                                                | Amichevole                                                             | -                                                                      | All:E. Reja Cap:E. Hysaj                                               |
| 6-6-2022                                                               | Reykjavík                                                              | Islanda                                                                | 1 – 1                                                                  | Albania                                                                | UEFA Nations League                                                    | Taulant Seferi                                                         | All:E. Reja Cap:E. Berisha                                             |
| 10-6-2022                                                              | Tirana                                                                 | Albania                                                                | 1 – 2                                                                  | Israele                                                                | UEFA Nations League                                                    | Armando Broja                                                          | All:E. Reja Cap:E. Berisha                                             |
| 13-6-2022                                                              | Tirana                                                                 | Albania                                                                | 0 – 0                                                                  | Estonia                                                                | Amichevole                                                             | -                                                                      | All:E. Reja Cap:E. Hysaj                                               |
| 24-9-2022                                                              | Tel Aviv                                                               | Israele                                                                | 2 – 1                                                                  | Albania                                                                | UEFA Nations League                                                    | Myrto Uzuni                                                            | All:E. Reja Cap:E. Hysaj                                               |
| 27-9-2022                                                              | Tirana                                                                 | Albania                                                                | 1 – 1                                                                  | Islanda                                                                | UEFA Nations League                                                    | Ermir Lenjani                                                          | All:E. Reja Cap:S. Cikalleshi                                          |
| 26-10-2022                                                             | Abu Dhabi                                                              | Arabia Saudita                                                         | 1 – 1                                                                  | Albania                                                                | Amichevole                                                             | Bekim Balaj                                                            | All:E. Reja Cap:S. Cikalleshi                                          |
| 9-11-2022                                                              | Marbella                                                               | Qatar                                                                  | 1 – 0                                                                  | Albania                                                                | Amichevole                                                             | -                                                                      | All:E. Reja Cap:S. Kallaku                                             |
| 16-11-2022                                                             | Tirana                                                                 | Albania                                                                | 1 – 3                                                                  | Italia                                                                 | Amichevole                                                             | Ardian Ismajli                                                         | All:E. Reja Cap:E. Berisha                                             |
| 19-11-2022                                                             | Tirana                                                                 | Albania                                                                | 2 – 0                                                                  | Armenia                                                                | Amichevole                                                             | Xhuliano Skuka Kristjan Asllani                                        | All:E. Reja Cap:E. Berisha                                             |
| 27-3-2023                                                              | Varsavia                                                               | Polonia                                                                | 1 – 0                                                                  | Albania                                                                | Qual. Euro 2024                                                        | -                                                                      | All:Sylvinho Cap:E. Hysaj                                              |
| 17-6-2023                                                              | Tirana                                                                 | Albania                                                                | 2 – 0                                                                  | Moldavia                                                               | Qual. Euro 2024                                                        | Jasir Asani Nedim Bajrami                                              | All:Sylvinho Cap:E. Hysaj                                              |
| 20-6-2023                                                              | Tórshavn                                                               | Fær Øer                                                                | 1 – 3                                                                  | Albania                                                                | Qual. Euro 2024                                                        | Nedim Bajrami Kristjan Asllani Ernest Muçi                             | All:Sylvinho Cap:E. Hysaj                                              |
| 7-9-2023                                                               | Praga                                                                  | Rep. Ceca                                                              | 1 – 1                                                                  | Albania                                                                | Qual. Euro 2024                                                        | Nedim Bajrami                                                          | All:Sylvinho Cap:B. Djimsiti                                           |
| 10-9-2023                                                              | Tirana                                                                 | Albania                                                                | 2 – 0                                                                  | Polonia                                                                | Qual. Euro 2024                                                        | Jasir Asani Mirlind Daku                                               | All:Sylvinho Cap:B. Djimsiti                                           |
| 12-10-2023                                                             | Tirana                                                                 | Albania                                                                | 3 – 0                                                                  | Rep. Ceca                                                              | Qual. Euro 2024                                                        | Jasir Asani 2 Taulant Seferi                                           | All:Sylvinho Cap:B. Djimsiti                                           |
| 17-10-2023                                                             | Tirana                                                                 | Albania                                                                | 2 – 0                                                                  | Bulgaria                                                               | Amichevole                                                             | Qazim Laçi Ernest Muçi                                                 | All:Sylvinho Cap:T. Strakosha                                          |
| 17-11-2023                                                             | Chișinău                                                               | Moldavia                                                               | 1 – 1                                                                  | Albania                                                                | Qual. Euro 2024                                                        | Sokol Cikalleshi                                                       | All:Sylvinho Cap:B. Djimsiti                                           |
| 20-11-2023                                                             | Tirana                                                                 | Albania                                                                | 0 – 0                                                                  | Fær Øer                                                                | Qual. Euro 2024                                                        | -                                                                      | All:Sylvinho Cap:B. Djimsiti                                           |
| 22-3-2024                                                              | Parma                                                                  | Albania                                                                | 0 – 3                                                                  | Cile                                                                   | Amichevole                                                             | -                                                                      | All:Sylvinho Cap:B. Djimsiti                                           |
| 25-3-2024                                                              | Solna                                                                  | Svezia                                                                 | 1 – 0                                                                  | Albania                                                                | Amichevole                                                             | -                                                                      | All:Sylvinho Cap:B. Djimsiti                                           |
| 3-6-2024                                                               | Szombathely                                                            | Albania                                                                | 3 – 0                                                                  | Liechtenstein                                                          | Amichevole                                                             | Armando Broja Jasir Asani Ernest Muçi                                  | All:Sylvinho Cap:E. Berisha                                            |
| 7-6-2024                                                               | Szombathely                                                            | Albania                                                                | 3 – 1                                                                  | Azerbaigian                                                            | Amichevole                                                             | Nedim Bajrami Rey Manaj Qazim Laçi                                     | All:Sylvinho Cap:B. Djimsiti                                           |
| 15-6-2024                                                              | Dortmund                                                               | Italia                                                                 | 2 – 1                                                                  | Albania                                                                | Euro 2024 - 1º Turno                                                   | Nedim Bajrami                                                          | All:Sylvinho Cap:B. Djimsiti                                           |
| 19-6-2024                                                              | Amburgo                                                                | Croazia                                                                | 2 – 2                                                                  | Albania                                                                | Euro 2024 - 1º Turno                                                   | Qazim Laçi Klaus Gjasula                                               | All:Sylvinho Cap:B. Djimsiti                                           |
| 24-6-2024                                                              | Düsseldorf                                                             | Albania                                                                | 0 – 1                                                                  | Spagna                                                                 | Euro 2024 - 1º Turno                                                   | -                                                                      | All:Sylvinho Cap:B. Djimsiti                                           |
| 7-9-2024                                                               | Praga                                                                  | Ucraina                                                                | 1 – 2                                                                  | Albania                                                                | UEFA Nations League                                                    | Ardian Ismajli Jasir Asani                                             | All:Sylvinho Cap:E. Hysaj                                              |
| 10-9-2024                                                              | Tirana                                                                 | Albania                                                                | 0 – 1                                                                  | Georgia                                                                | UEFA Nations League                                                    | -                                                                      | All:Sylvinho Cap:E. Hysaj                                              |
| 11-10-2024                                                             | Praga                                                                  | Rep. Ceca                                                              | 2 – 0                                                                  | Albania                                                                | UEFA Nations League                                                    | -                                                                      | All:Sylvinho Cap:E. Hysaj                                              |
| 14-10-2024                                                             | Tbilisi                                                                | Georgia                                                                | 0 – 1                                                                  | Albania                                                                | UEFA Nations League                                                    | Kristjan Asllani                                                       | All:Sylvinho Cap:A. Ismajli                                            |
| 16-11-2024                                                             | Tirana                                                                 | Albania                                                                | 0 – 0                                                                  | Rep. Ceca                                                              | UEFA Nations League                                                    | -                                                                      | All:Sylvinho Cap:A. Ismajli                                            |
| 19-11-2024                                                             | Tirana                                                                 | Albania                                                                | 1 – 2                                                                  | Ucraina                                                                | UEFA Nations League                                                    | Nedim Bajrami                                                          | All:Sylvinho Cap:A. Ismajli                                            |
| 21-3-2025                                                              | Londra                                                                 | Inghilterra                                                            | 2 – 0                                                                  | Albania                                                                | Qual. Mondiali 2026                                                    | -                                                                      | All:Sylvinho Cap:B. Djimsiti                                           |
| 24-3-2025                                                              | Tirana                                                                 | Albania                                                                | 3 – 0                                                                  | Andorra                                                                | Qual. Mondiali 2026                                                    | 2 Rey Manaj Myrto Uzuni                                                | All:Sylvinho Cap:B. Djimsiti                                           |
| 7-6-2025                                                               | Tirana                                                                 | Albania                                                                | 0 – 0                                                                  | Serbia                                                                 | Qual. Mondiali 2026                                                    | -                                                                      | All:Sylvinho Cap:B. Djimsiti                                           |
| 10-6-2025                                                              | Riga                                                                   | Lettonia                                                               | 1 – 1                                                                  | Albania                                                                | Qual. Mondiali 2026                                                    | Autogol                                                                | All:Sylvinho Cap:R. Manaj                                              |
| Totale                                                                 |                                                                        | Presenze                                                               | 48                                                                     |                                                                        | Reti                                                                   | 53                                                                     |                                                                        |